# Helsingin Bussiliikenne
Helsingin Bussiliikenne est une société de transport en commun par autobus à Helsinki en Finlande .

## Présentation
Helsingin Bussiliikenne assurait, par delegation des transports de la région d’Helsinki, le fonctionnement des lignes :
- Lignes d'Helsinki: 23(N), 37, 39–43, 63, 69, 70, 75, 77
- Lignes du Grand Helsinki:  411, 415, 421, 431(N), 550, 551, 560, 570, 614-617, 621-623
- Lignes de Vantaa: 433(K), 434, 443(K), 445, 571, 573

## Histoire
À l'automne 2004, le conseil municipal d'Helsinki a décidé que l'entreprise commerciale HKL-Bussiliikenne fusionnerait avec Suomen Turistiauto pour former Helsingin Bussiliikenne Oy. 
La société créée début 2005 s'appelait Helsingin Bussiliikenne Oy, dont le trafic charter s'effectuait sous le nom de Suomen Turistiauto STA. La nouvelle entreprise est devenue l'un des plus grands opérateurs de bus en Finlande.
En raison des difficultés financières d'Helsingin Bussiliikenne Oy, Suomen Turistiauto a été vendue à Lehtimäki Liikenne en 2013.
En octobre 2015, Koiviston Auto annonce qu'il achète Helsingin Bussiliikenne,.
L'achat se réalise en décembre 2015.